# Dissoptila asphaltitis
Dissoptila asphaltitis är en fjärilsart som beskrevs av Edward Meyrick 1914. Dissoptila asphaltitis ingår i släktet Dissoptila och familjen stävmalar. Inga underarter finns listade i Catalogue of Life.